# Olof Palme (historiador)
Olof Palme (Porvoo, 21 de septiembre de 1884-Tampere, 3 de abril de 1918) fue un historiador sueco y uno de los promotores de la Brigada Sueca Voluntaria, que apoyó a las fuerzas blancas en la Guerra Civil Finlandesa de 1918. Además, era tío de Olof Palme, quien ocupó el cargo de primer ministro de Suecia y fue asesinado en 1986.

## Vida
Palme nació en Porvoo, Finlandia, como hijo del político y oficial de artillería sueco Sven Palme y de la sueca fenno Hanna von Born. Asistió a la escuela en Estocolmo y posteriormente estudió historia en la Universidad de Upsala. Participó en excavaciones arqueológicas en la antigua Sigtuna y fue el creador del museo de Sigtuna, que se fundó en 1916.

Palme era conocido por su fuerte oposición al socialismo, una postura que se intensificó tras los disturbios de Hakaniemi en Helsinki en 1906. Se le considera abiertamente racista y ha sido descrito como un protofascista. Creía que los finlandeses eran racialmente inferiores y que habían sido beneficiados de la colonización sueca en Finlandia.En enero de 1918, Palme organizó la Brigada Sueca Voluntaria para unirse a la Guerra Civil Finlandesa, combatiendo junto a los Guardias Blancos finlandeses. Su liderazgo se caracterizó por un tono violento, manifestando su deseo de «matar a algunos vándalos». Formaba parte de un grupo de voluntarios suecos que percibían el conflicto a través de un prisma racial. Este grupo consideraba que sus acciones eran una manera de proteger la cultura sueca de lo que veían como la amenaza de la violencia finlandesa. En un panfleto de 1917, Palme llegó a referirse a los finlandeses como salvajes.
«A pesar de siglos de desarrollo, en cada finlandés persiste un rastro de barbarie que, por mucho tiempo, seguirá necesitando atención y disciplina.»
Fue asesinado por las fuerzas rojas durante la batalla de Tampere en abril de 1918.Palme fue sepultado en Sigtuna.

## Familia
Olof Palme era hermano del oficial militar Nils Palme y del empresario Gunnar Palme (1886-1934), quien fue el padre del primer ministro Olof Palme. Estaba casado con Ola Tenow, y juntos tuvieron cinco hijos.Sven Ulric Palme (1912-1977) se destacó como historiador, mientras que Rutger Palme (1910-1995) fue conocido por su carrera política. Entre sus nietos se encuentran el profesor y escritor Jacob Palme, el embajador y autor Thomas Palme, el arquitecto y escritor Erik Palme, y el periodista y escritor Christian Palme.